# ヤン・ヒョジン
ヤン・ヒョジン（ハングル: 양효진、漢字表記: 梁孝真、1989年12月14日 - ）は、韓国の女子バレーボール選手。釜山広域市出身。ポジションはミドルブロッカー。韓国代表。

## 来歴
ユース代表として、2004年アジアユース選手権（2位）、2005年世界ユース選手権（5位）に出場。
釜山広域市の高校を卒業後、2007年にドラフト4位指名で現代建設グリーンフォックス（現在の水原現代建設ヒルステート）に入団し、2007-08年韓国Vリーグではリーグ最多の308点を記録し、ブロックでも全体で3位を記録した。
2008年、韓国代表に選出され、北京オリンピック世界最終予選、第1回アジアカップ女子選手権大会（2位）に出場。2009年ワールドグランドチャンピオンズカップではベストブロッカー賞を受賞した。

## 球歴
- オリンピック - 2012年（4位）、2016年
- ワールドグランプリ - 2009年（12位）
- ワールドグランドチャンピオンズカップ - 2009年（5位）
- アジア選手権 - 2009年（4位）

## 受賞歴
- 2009年 - ワールドグランドチャンピオンズカップ ベストブロッカー賞
- 2010年 - 2009-2010 Vリーグ ブロック賞
- 2010年 - 第2回アジアカップ ベストブロッカー賞
- 2011年 - 2010-2011 Vリーグ ブロック賞
- 2012年 - 2011-2012 Vリーグ ブロック賞
- 2013年 - 2012-2013 Vリーグ ブロック賞、フェアプレー賞
- 2014年 - 2013-2014 Vリーグ アタック賞、ブロック賞
- 2014年 - 第4回アジアカップ ベストミドルブロッカー賞
- 2015年 - 2014-2015 Vリーグ ベスト7
- 2016年 - 2015-2016 Vリーグ 優勝決定戦MVP、ベスト7
- 2017年 - 2016-2017 Vリーグ ベスト7
- 2018年 - 2017-2018 Vリーグ ベスト7
- 2019年 - 2018-2019 Vリーグ ベスト7
- 2020年 - 2019-2020 Vリーグ レギュラーラウンドMVP、ベスト7
- 2021年 - 2020-2021 Vリーグ ベスト7
- 2022年 - 2021-2022 Vリーグ レギュラーラウンドMVP、ベスト7
- 2023年 - 2022-2023 Vリーグ ベスト7

## 所属クラブ
- 現代建設グリーンフォックス/ヒルステート（2007年- ）